# Hône

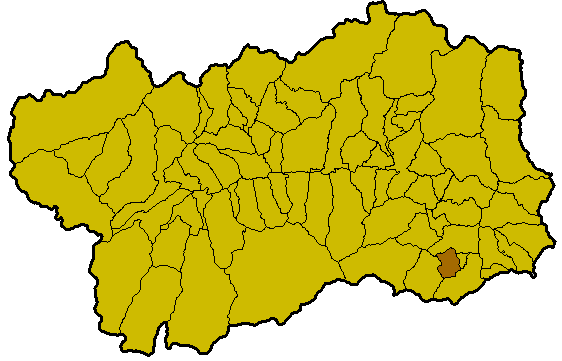
Ubicación del municipio de Hône en el Valle de Aosta.

Hône es un municipio italiano de 1.168 habitantes y se sitúa en el Valle de Aosta.

## Evolución demográfica
| Gráfica de evolución demográfica de Hône entre 1861 y 2001 |
|                                                            |
| Fuente ISTAT - elaboración gráfica de Wikipedia            |

## Lugares de interés
- Iglesia parroquial San Jorge, con antiguos bajorrelieves, numerosas esculturas y decoraciones importantes.
- Las Piedras copeladas, objetos prehistóricos de la Edad del Bronce;
- Palais Marelli, del siglo XVII, antigua residencia de los condes Marelli.

## Transportes

### Aeropuerto
El aeropuerto más cercano es el de Turín.

### Conexiones viales
La conexión vial principal es la autopista A5 Turín-Aosta y tiene una salida en Pont-Saint-Martin.

### Conexiones ferroviarias
En Hône hay una estación de ferrocarril de la línea Ivrea-Aosta .
- Datos: Q35090
- Multimedia: Hône / Q35090

1. ↑  Worldpostalcodes.org, código postal n.º 11020.
2. ↑  «Codici Catastali». Comuni-italiani.it (en italiano). Consultado el 29 de abril de 2017.